# Système aquifère
Ne doit pas être confondu avec Aquifère.
En biologie, le système aquifère est un système physiologique mettant en jeu une circulation d'eau.

## Étymologie
Le terme aquifère vient du latin : aqua (« eau ») et fer- (« porter »). 

## Porifera

Structure comparée des types : • asconoïde (A), • syconoïde (B), • leuconoïde (C).

Ce système aquifère est notamment présent chez les éponges (aussi appelées Porifères ou Porifera). Le système aquifère fait des éponges des animaux filtreurs. Le système aquifère est constitué par l'ensemble des canaux internes conduisant l'eau depuis les pores inhalants (les ostia : 5, 6) jusqu'à un pore exhalant (l'oscule : 2) en passant par les chambres choanocytaires (: 3, 4) et par la cavité gastrale (atrium ou spongocèle : 1). 

## Echinodermata
Chez les échinodermes, le système aquifère, aussi appelé système ambulacraire, est un système physiologique permettant la locomotion. L'eau de mer rentre dans la cavité (qui est une cavité du coelome) et permet sa turgescence.